# ديفيد يونج كاميرون

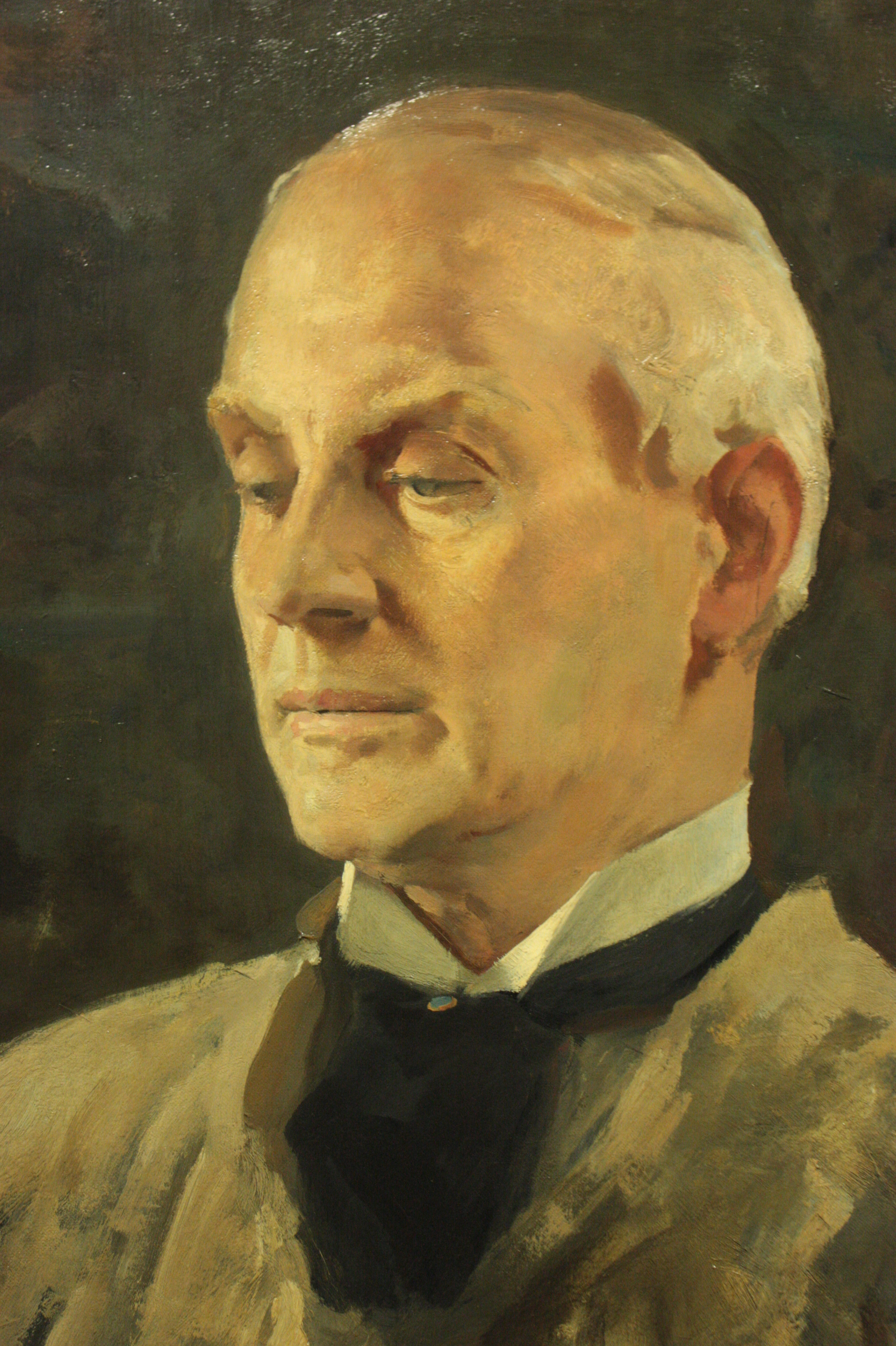
ديفيد يونغ كاميرون بقلم ألفريد كينغسلي لورانس ج.1920

السير ديفيد يونغ كاميرون فيرث أوف لورن، نوفمبر (جنوب كيريرا) ، زيت على القماش.

السير ديفيد يونج كاميرون 28 يونيو 1865 – 16 سبتمبر 1945 كان رسامًا اسكتلنديًا، وحقق نجاحًا أكبر، كان يرسم في الغالب مناظر المدينة و المناظر الطبيعية في كلتا الحالتين. لقد كان شخصية بارزة في العقود الأخيرة من إحياء النقش .
1. 1 2  RKDartists (بالهولندية), QID:Q17299517
2. 1 2  David Young Cameron (بالإنجليزية). Oxford University Press. 2006. ISBN:978-0-19-977378-7. OCLC:662407525. OL:33251159M. QID:Q24255573.
3. 1 2 3  أرشيف الفنون الجميلة، QID:Q10855166
4. ↑  Clare A. P. Willsdon (13 Dec 2017). "Cameron, Sir D(avid) Y(oung)". Grove Art Online (بالإنجليزية). DOI:10.1093/GAO/9781884446054.ARTICLE.T013432. QID:Q103895693.